# Zygmunt Kamiński (lekarz)
Zygmunt Kamiński (ur. 3 września 1877, zm. 4 czerwca 1932) – polski doktor medycyny, internista, podpułkownik lekarz Wojska Polskiego.

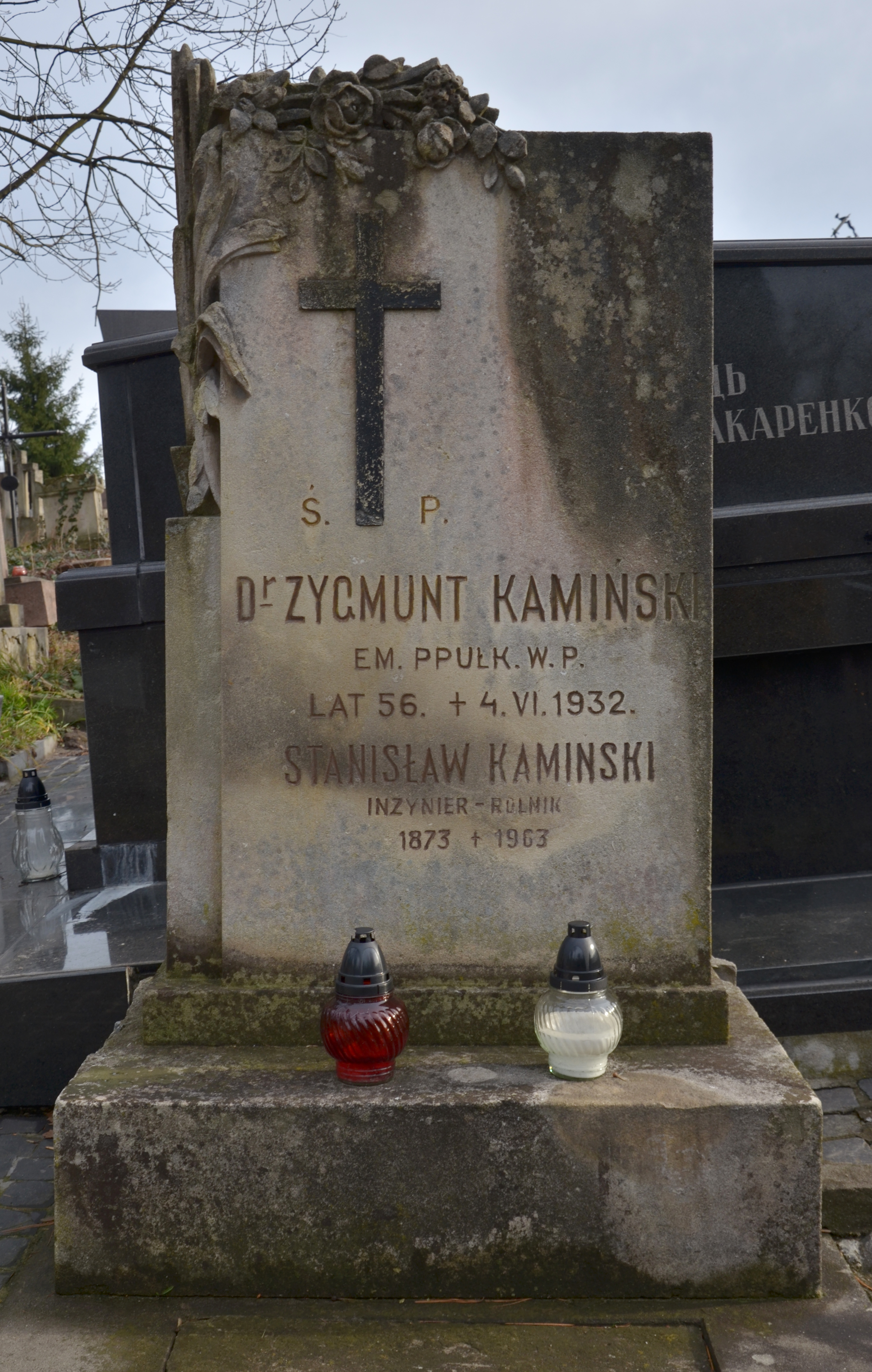
Nagrobek Zygmunta Kamińska

## Życiorys
Urodził się 3 września 1877. Ukończył studia medyczne uzyskując tytuł naukowy doktora. Służył jako oficer w Armii Imperium Rosyjskiego. Po wybuchu I wojny światowej i odzyskaniu przez Polskę niepodległości w 1918 został przyjęty do Wojska Polskiego. Osiadł we Lwowie. Został awansowany do stopnia majora lekarza w korpusie oficerów zawodowych sanitarnych ze starszeństwem z 1 czerwca 1919. Następnie mianowany podpułkownikiem lekarzem ze starszeństwem z 1 lipca 1923. W latach 20. pracował w Szpitalu Okręgowym nr VI we Lwowie. W tym czasie był oficerem nadetatowym 6 Batalionu Sanitarnego we Lwowie. Później został przeniesiony w stan spoczynku.
Był uznawany za jednego najbardziej wybitnych i cenionych lekarzy we Lwowie. Pomocą lekarską wspierał także bezinteresownie ludność ubogą.
Zmarł 4 czerwca 1932. Został pochowany na Cmentarzu Łyczakowskim we Lwowie.